# Bipassalozetes wolwekransensis
Bipassalozetes wolwekransensis är en kvalsterart som först beskrevs av Engelbrecht 1974.  Bipassalozetes wolwekransensis ingår i släktet Bipassalozetes och familjen Passalozetidae. Inga underarter finns listade.